# Појеница (Винцу де Жос)
Појеница (рум. Poienița) насеље је у Румунији у округу Алба у општини Винцу де Жос. Општина се налази на надморској висини од 532 m.

## Становништво
Према подацима из 2002. године у насељу је живело 31 становника, од којих су сви румунске националности.